# دير عين الجوزه
دير عين الجوزة  هي إحدى القرى اللبنانية من قرى قضاء البقاع الغربي في محافظة البقاع.
تبلغ مساحة عقارات دير (عين الجوزة) 325 هكتاراً.
يحدّها من الشرق بحيرة القرعون ونهر الليطاني، ومن الغرب جبل الباروك ومن الشمال عين زبدة ومن الجنوب باب مارع. 

وهي تتبع إداريا لبلدية صغبين